# ElektroRad (Magazin)
ElektroRad ist eine deutsche Special-Interest-Zeitschrift.

## Hintergrund
Das deutschsprachige Magazin erscheint mit jährlich acht Ausgaben im Verlag BVA BikeMedia. Der Redaktionssitz befindet sich in Ismaning bei München. Die Redaktionsleitung liegt bei Johanna Nimrich und Stephan Kümmel.
Inhaltlich geht es u. a. die Themen E-Bike, Test und Technik, Kaufberatung und Fahrradtourismus.

## Geschichte
Seit 2010 erscheint die ElektroRad als Auskopplung der „aktiv Radfahren“ in Form eines eigenen Magazins. Zuvor wurde über Fahrräder mit elektrischem Antrieb innerhalb der Zeitschrift „aktiv Radfahren“ (heute die Zeitschrift Radfahren) berichtet.
Chefredakteur war von 2010 bis 2021 Daniel O. Fikuart (auch Chefredakteur der „Radfahren“). Seit April 2021 haben Johanna Nimrich und Stephan Kümmel die Redaktionsleitung der ElektroRad inne.